# Dopatrium lobelioides
Dopatrium lobelioides là một loài thực vật có hoa trong họ Mã đề. Loài này được (Retz.) Benth. mô tả khoa học đầu tiên năm 1835.